# Zdeněk Kozák (herec)
Zdeněk Kozák starší (24. prosince 1924 Starý Plzenec – 13. dubna 2012 Písek) byl český divadelní a filmový herec.

## Život
Narodil se na Štědrý den 24. prosince roku 1924 ve Starém Plzenci. Během druhé světové války vystupoval v Městském oblastním divadle v Písku. Mezi lety 1946 až 1955 působil v divadlech v Českých Budějovicích a v Táboře. Až do roku 1989 vystupoval v Horáckém divadle v Jihlavě. Po zbytek života vypomáhal v divadle v Písku.
Známý byl i z filmových rolí. Ta nejznámější byla postava pana Uzlíčka v trilogii Kameňák od režiséra Zdeňka Trošky. Kromě této role se před kamerou objevil ještě několikrát, hrál například v filmech Pyšná princezna, Plavecký mariáš, Je třeba zabít Sekala a Princezna ze mlejna. Zahrál si i v pohádce O bojácném Floriánkovi, kterou napsal jeho syn Zdeněk Kozák mladší, dramatik a režisér.
Zemřel 13. dubna roku 2012 v jihočeském Písku, kde strávil většinu života. Bylo mu 87 let.

## Filmografie

### Filmy
- Pyšná princezna (1952)
- Plavecký mariáš (1952)
- Postřižiny (1980)
- Kráva (1993)
- Princezna ze mlejna (1994)
- Měsíční údolí (1994)
- Je třeba zabít Sekala (1998)
- Princezna ze mlejna 2 (2000)
- Otesánek (2000)
- Z pekla štěstí 2 (2001)
- Kameňák (2003)
- Kameňák 2 (2004)
- Kameňák 3 (2005)

### Televize
- Největší z Pierotů (1990)
- Četnické humoresky (2001)